# Мазери
Мазери (груз. მაზერი) — село в Грузии, на территории Местийского муниципалитета края (мхаре) Самегрело-Верхняя Сванетия.

## География
Село находится в северо-западной части Грузии, на левом берегу реки Долра (правый приток Ингури), на расстоянии приблизительно 9 километров (по прямой) к северо-западу от посёлка городского типа Местиа, административного центра муниципалитета. Абсолютная высота — 1614 метров над уровнем моря.

## Население
По результатам официальной переписи населения 2014 года в Мазери проживало 159 человек (76 мужчин и 83 женщины). В национальной структуре населения грузины составляли 99,4 %.
| Год  | Население, человек |
| ---- | ------------------ |
| 2002 | 195                |
| 2014 | ↘ 159              |